# Pokémon (seriál)
Pokémon je japonský anime seriál, který vznikl jako doplněk k videoherním franšízám. Anime seriál rámcově představuje stejný příběh jako byl použit v jednotlivých videohrách, ale samozřejmě s množstvím příběhových odboček. Anime seriál má už 27 řad a 1336 dílů a jeho natáčení stále pokračuje, navíc se natáčí různé speciály a filmy, obvykle zaměřené na několik legendárních pokémonů. Anime seriál je distribuován americkou společností Warner Bros. Television a jeho upravená americká verze je ta verze, která se v Česku vysílá. Pomohl tak zpopularizovat styl anime po celém světě, zvláště však ve Spojených státech amerických.
Celý seriál se odehrává v jednom světě rozděleném na regiony (do roku 2022 Kanto, Pomerančové ostrovy, Johto, Hoenn, Sinnoh, Unova, Kalos a Alola), ve kterém žijí společně již od prehistorie lidé a pokémoni, fiktivní inteligentní bytosti podobné zvířatům, které ovládají specifické útoky. Hlavní postavou je Ash Ketchum, jenž se snaží stát „Mistrem Pokémonů“: cestuje různými oblastmi světa Pokémonů a soutěží v místních turnajích, v nichž pokémoni jednotlivých majitelů navzájem zápasí. I přes destruktivní sílu pokémoních útoků se vážnější zranění lidí nebo pokémonů v seriálu objevují jen zřídka.

## Zakázané epizody
Existuje několik epizod, které byly odvysílány pouze v Japonsku, a nebo byly naplánované, ale nebyly odvysílané.
- Epizoda 18: Holiday at Acopaulo (Americké jméno: Beauty and the Beach) – Byla odvysílána pouze v Japonsku a USA kvůli tomu, že rakeťák James, jeden ze členů v seriálu představené zločinecké organizace, měl v tomto dílu umělé poprsí (byla upravena).
- Epizoda 35: The Legend of Dratini – Byla zrušena kvůli tomu, že v Safari na Ashe namířil jeden člověk zbraní a později po rakeťácích vystřelil. Tato epizoda poté nikdy nebyla znovu vysílána (byla rovněž upravena, ale vysílána jen v Japonsku).
- Epizoda 38: Electric Soldier Porygon – Byla zrušena kvůli tomu, že se v této epizodě objevovaly záblesky, kvůli kterým velké množství japonských dětí dostalo epileptické záchvaty. Tato epizoda poté nikdy nebyla znovu vysílána.
- Epizoda nemá číslo: (Japonsky おおみそうかだよ　ポケットモンスターアンコール It's New Year's Eve! Pocket Monsters Encore) – Tato epizoda nebyla nikdy odvysílána (nepovažuje se za součást série)
- Epizoda 252: The Ice Cave – nebyla vysílána mimo Japonsko proto, že postava pokémona Jynx s černou barvu pleti mohla upomínat na divadelní makeup blackface, spojený s rasovými stereotypy.
- Epizoda 377: Shaking Island Battle! Barboach VS Whiscash!! – Byla zrušena kvůli tomu, že se v tomto díle objevovala zemětřesení, přičemž v tu dobu probíhala silná zemětřesení přímo v Japonsku. Tato epizoda nebyla nikdy odvysílána.
- Epizoda 397: Satoshi and Haruka! Heated Battles in Hoenn!!
- Epizoda 517: Satoshi and Hikari! Head for a New Adventure!!
- Episoda 589: Fushigi na Ikimono Poketto Monsutā!
- Hikari – A New Journey!/Nibi Gym – The Greatest Danger!
- Team Rocket vs. Team Plasma! (Part 1 a 2) - Tyto dvě epizody nebyly odvysílány
- Mewtwo — Prologue to Awakening" (Myūtsū: The Prologue to its Awakening)
- Dent and Takeshi! Gyarados's Outrage!!
- Iris vs. Ibuki! The Path to Becoming a Dragon Master!!

## Řady a díly
| Řada | Název                                         | Díly | Premiéra v Japonsku | Premiéra v Japonsku | Premiéra v USA    | Premiéra v USA    | Premiéra v ČR   | Premiéra v ČR   |
| Řada | Název                                         | Díly | První díl           | Poslední díl        | První díl         | Poslední díl      | První díl       | Poslední díl    |
| ---- | --------------------------------------------- | ---- | ------------------- | ------------------- | ----------------- | ----------------- | --------------- | --------------- |
| 1    | Indigová liga                                 | 82   | 1. dubna 1997       | 21. ledna 1999      | 8. září 1998      | 27. ledna 1999    | 9. září 2000    | 2001            |
| 2    | Pomerančová liga                              | 36   | 8. ledna 1999       | 7. října 1999       | 4. prosince 1999  | 14. října 2000    | vysíláno        | vysíláno        |
| 3    | Johtovy cesty                                 | 41   | 14. října 1999      | 27. července 2000   | 14. října 2000    | 19. května 2001   | vysíláno        | vysíláno        |
| 4    | Šampionát Johtové ligy                        | 52   | 3. srpna 2000       | 2. srpna 2001       | 18. srpna 2001    | 7. září 2002      | vysíláno        | 2002            |
| 5    | Master Quest                                  | 65   | 9. srpna 2001       | 14. listopadu 2002  | 14. září 2002     | 25. října 2003    | nebylo vysíláno | nebylo vysíláno |
| 6    | Advanced                                      | 40   | 21. listopadu 2002  | 28. srpna 2003      | 1. listopadu 2003 | 4. září 2004      | nebylo vysíláno | nebylo vysíláno |
| 7    | Advanced Challenge                            | 52   | 4. září 2003        | 2. září 2004        | 11. září 2004     | 10. září 2005     | nebylo vysíláno | nebylo vysíláno |
| 8    | Advanced Battle                               | 54   | 9. září 2004        | 29. září 2005       | 17. září 2005     | 8. července 2006  | nebylo vysíláno | nebylo vysíláno |
| 9    | Battle Frontier                               | 47   | 6. října 2005       | 14. září 2006       | 9. září 2006      | 3. března 2007    | nebylo vysíláno | nebylo vysíláno |
| 10   | Diamant a Perla                               | 52   | 28. září 2006       | 25. října 2007      | 20. dubna 2007    | 1. února 2008     | 2008            | 2008            |
| 11   | Diamant a Perla: Bojová dimenze               | 52   | 8. listopadu 2007   | 4. prosince 2008    | 12. dubna 2008    | 2. května 2009    | 2009            | 2009            |
| 12   | Diamant a Perla: Galaktické zápasy            | 53   | 4. prosince 2008    | 24. prosince 2009   | 9. května 2009    | 15. května 2010   | 2010            | 2010            |
| 13   | Diamant a Perla: Vítězové ligy oblasti Sinnoh | 34   | 7. ledna 2010       | 9. září 2010        | 5. června 2010    | 5. února 2011     | 2011            | 2011            |
| 14   | Černý a Bílý                                  | 50   | 23. září 2010       | 15. září 2011       | 12. února 2011    | 7. ledna 2012     | 2011            | 2011            |
| 15   | Černý a Bílý: Opačné osudy                    | 49   | 22. září 2011       | 4. října 2012       | 18. února 2012    | 26. ledna 2013    | 2012            | 2012            |
| 16   | Černý a Bílý: Dobrodružství v Unově           | 45   | 11. října 2012      | 26. září 2013       | 2. února 2013     | 7. prosince 2013  | nebylo vysíláno | nebylo vysíláno |
| 17   | XY                                            | 48   | 17. října 2013      | 30. října 2014      | 18. ledna 2014    | 20. prosince 2014 | vysíláno        | vysíláno        |
| 18   | XY: Kalos Quest                               | 45   | 13. listopadu 2014  | 22. října 2015      | 7. února 2015     | 19. prosince 2015 | vysíláno        | vysíláno        |
| 19   | XYZ                                           | 47   | 29. října 2015      | 27. října 2016      | 20. února 2016    | 21. ledna 2017    | vysíláno        | vysíláno        |
| 20   | Slunce a Měsíc                                | 43   | 17. listopadu 2016  | 21. září 2017       | 12. května 2017   | 9. prosince 2017  | vysíláno        | vysíláno        |
| 21   | Slunce a Měsíc – Ultra dobrodružství          | 49   | 5. října 2017       | 14. října 2018      | 24. března 2018   | 23. února 2019    | vysíláno        | vysíláno        |
| 22   | Slunce a Měsíc – Ultra legendy                | 54   | 21. října 2018      | 3. listopadu 2019   | 23. března 2019   | 7. března 2020    | vysíláno        | vysíláno        |
| 23   | Cesty                                         | 48   | 17. listopadu 2019  | 4. prosince 2020    | 12. června 2020   | 5. března 2021    | vysíláno        | vysíláno        |
| 24   | Mistrovské cesty                              | 42   | 11. prosince 2020   | 10. prosince 2021   | 10. září 2021     | 26. května 2022   | bude oznámeno   | bude oznámeno   |
| 25   | Vrcholné cesty                                | 57   | 17. prosince 2021   | 24. března 2023     | 21. srpna 2022    | 8. září 2023      | bude oznámeno   | bude oznámeno   |

## Dabing

### Obsazení
| Postava  | Český Dabing                                                                                          |
| -------- | --- |
| Ash      | Radek Škvor (1. - 4. a 10. - 17. série), Jan Škvor (18. série - dodnes)                               |
| vypravěč | Pavel Soukup                                                                                          |
| Brock    | Martin Písařík (1. - 4. série), Jan Maxián (10. - 11., 13., 20., 22. série), Michal Holán (11. série) |
| Misty    | Eva Spoustová (1. - 2. série), Jana Páleníčková (20., 22. série)                                      |
| James    | Michal Michálek, Pavel Tesař (12. série)                                                              |
| Jessie   | Dana Černá (1. - 4. série), Eva Spoustová (10. - 17. série), Radka Stupková (17. série - dodnes)      |

#### Řady
| Číslo řady | Český název                               | Původní název                      | Český dabing            |
| ---------- | ----------------------------------------- | ---------------------------------- | ----------------------- |
| 1.         | Indigová liga                             | Indigo League                      | ano                     |
| 2.         | Pomerančová liga                          | Orange League                      | ano                     |
| 3.         | Johtová liga                              | Johto League                       | ano                     |
| 4.         | Šampionát Johtové ligy                    | Johto League Champions             | ano                     |
| 5.         | Hledání Mistra                            | Johto League Master Quest          | ne (titulky)            |
| 6.         | Pokračujem                                | Advanced                           | ne (titulky)            |
| 7.         | Pokračujem: Výzva                         | Advanced: Challenge                | ne (titulky)            |
| 8.         | Pokračujem: Finální zápas                 | Advanced: Battle                   | ne (titulky)            |
| 9.         | Park zápasů                               | Battle Frontier                    | ne (titulky)            |
| 10.        | Diamant a perla                           | Diamond & Pearl                    | ano                     |
| 11.        | DP: Bojová dimenze                        | DP: Battle Dimension               | ano                     |
| 12.        | DP: Galaktické zápasy                     | DP: Galactic Battles               | ano                     |
| 13.        | DP: Vítězové ligy Sinnoh                  | DP: Sinnoh league Victors          | ano                     |
| 14.        | Černý a bílý                              | Black & White                      | ano                     |
| 15.        | Černý a bílý: Opačné osudy                | BW: Rival Destinies                | ano                     |
| 16.        | Černý a bílý: Dobrodružství v Unově a dál | BW: Adventures In Unova and Beyond | ano                     |
| 17.        | XY                                        | XY                                 | ano                     |
| 18.        | XY: Kalos Quest                           | XY: Kalos Quest                    | ano                     |
| 19.        | XY&Z                                      | XY&Z                               | ano                     |
| 20.        | Slunce a měsíc                            | Sun and moon                       | ano (pouze na Netflixu) |
| 21.        | Slunce & Měsíc:                           | Sun & Moon: Ultra Adventures       | ano (pouze na Netflixu) |
| 22.        | Slunce a Měsíc - ultra legendy            | Sun & Moon: Ultra Legends          | ano (pouze na Netflixu) |
| 23.        | Cesty                                     | Journeys                           | ano (pouze na Netflixu) |
| 24.        | Mistrovy Cesty                            | Master Journeys                    | ano                     |